# New Zealand State Highway 1
New Zealand State Highway 1 – najważniejsza droga w Nowej Zelandii, obsługująca samochody, przechodząca przez długość niemal całego kraju.
Droga posiada dwa zasadnicze odcinki: SH 1N na Wyspie Północnej i SH 1S na Południowej. Droga ma 2047 km długości, 1106 km na Wyspie Północnej i 941 km na Południowej. Dystanse te są mierzone od północy do południa na każdej z wysp.
W przeważającej części droga jest dwupasmową drogą szybkiego ruchu z wieloma skrzyżowaniami z innymi węzłami drogowymi, zarówno na terenach wiejskich, jak i w miastach. Droga ma krótkie odcinki autostrady w okolicach miast: Auckland, Wellington, Christchurch i Dunedin.